# Pszczółki (Mikołajki)
Pszczółki (deutsch Karlshorst) ist ein kleiner Ort in der polnischen Woiwodschaft Ermland-Masuren und gehört zur Stadt- und Landgemeinde Mikołajki (deutsch Nikolaiken) im Powiat Mrągowski (Kreis Sensburg).

## Geographische Lage
Pszczółki liegt in der östlichen Mitte der Woiwodschaft Ermland-Masuren, 21 Kilometer östlich der Kreisstadt Mrągowo (deutsch Sensburg).

## Geschichte
Der heutige Weiler (polnisch Osada) hieß bis zum 17. April 1914 Abbau Pszolla und wurde dann nach seinem Besitzer Karl Pszolla bzw. seinem Sohn Horst in „Karlshorst“ umbenannt. Ursprünglich bestand der kleine Ort lediglich aus einem großen Hof und war ein Wohnplatz innerhalb der Gemeinde Wosnitzen (1938 bis 1945 Julienhöfen, polnisch Woźnice) im ostpreußischen Kreis Sensburg. Seit 1945 gehört der Ort zu Polen, trägt die polnische Namensform „Pszczółki“ und ist jetzt eine Ortschaft innerhalb der Stadt- und Landgemeinde Mikołajki (Nikolaiken) im Powiat Mrągowski (Kreis Sensburg), bis 1998 der Woiwodschaft Suwałki, seither der Woiwodschaft Ermland-Masuren zugehörig.

## Kirche
Bis 1945 war Karlshorst in die Evangelische Pfarrkirche Nikolaiken in der Kirchenprovinz Ostpreußen der Kirche der Altpreußischen Union sowie in die katholische Kirche St.-Adalbert Sensburg im Bistum Ermland eingepfarrt. Heute gehört Pszczółki evangelischerseits zur Pfarrei Mikołajken in der Diözese Masuren der Evangelisch-Augsburgischen Kirche in Polen. Katholischerseits ist der Ort nach Woźnice hin orientiert, dessen Pfarrei zum Bistum Ełk in der polnischen katholischen Kirche gehört.

## Verkehr
Pszczółki liegt verkehrsgünstig an der bedeutenden polnischen Landesstraße 16 (frühere deutsche Reichsstraße 127), die in West-Ost-Richtung durch drei Woiwodschaften verläuft und bis zur polnisch-litauischen Staatsgrenze führt. In die DK 16 mündet in Pszczółki die aus nördlicher Richtung von Sterławki Wielkie (Groß Stürlack) und Ryn (Rhein) kommende Woiwodschaftsstraße 642 ein.
Eine Anbindung an das Schienennetz besteht für Pszczółki nicht.